# Старый Тештелим
Старый Тештелим — деревня в Ельниковском районе Мордовии. Входит в состав Каньгушанского сельского поселения.

## История
В «Списке населённых мест Пензенской губернии за 1869» Старый Тештелим казенная деревня из 33 дворов Краснослободского уезда.

## Население
| 2002 | 2010 |
| ---- | ---- |
| 114  | ↘85  |

Национальный состав
Согласно результатам Всероссийской переписи населения 2002 года, в национальной структуре населения мордва-мокша составляли 90 %.